# Lu Grimaldi
Lu Grimaldi (São Paulo, 20 de junio de 1954), nombre artístico de Maria Luísa Tisi, es una actriz brasileña.

## Filmografía
| Telenovelas         | Telenovelas           | Telenovelas            | Telenovelas |
| Año                 | Título                | Personaje              |             |
| ------------------- | --------------------- | ---------------------- | ----------- |
| 1996                | Xica da Silva         | Fausta                 |             |
| 1999                | Terra Nostra          | Leonora Migliavacca    |             |
| 2004                | Seus Olhos            | Dirce                  |             |
| 2006                | Niña moza             | Inés García Fontes     |             |
| 2007                | Amigas e rivais       | Yolanda Montini        |             |
| 2008                | Llamas de la vida     | Ama de casa Rosana     |             |
| 2009                | Poder paralelo        | Mamma Freda            |             |
| 2012                | Balacobaco            | Lígia Sampaio Botelho  |             |
| 2015                | Mujeres ambiciosas    | Olga Loureiro Teixeira |             |
| 2016                | Liberdade, Liberdade  | María I                |             |
| 2017                | A Dama Escura         | Jacira                 |             |
| 2017                | Filhos da Pátria      | Lady Grantham          |             |
| 2017                | Apocalipse            | Laodicéia              |             |
| Series y Miniseries |                       |                        |             |
| Año                 | Título                | Personaje              |             |
| 2002                | Malhação              | Iris Miranda           |             |
| 2004                | Um Só Coração         | Frida Schmidt da Silva |             |
| 2005                | Sítio Picapau Amarelo | Marcela                |             |
| 2011                | Sansón y Dalila       | Zilá                   |             |
| 2014                | Milagros de Jesús     | Yoná                   |             |

### Cinematografía
| Año  | Título                                | Papel               |
| ---- | ------------------------------------- | ------------------- |
| 1998 | Menino Maluquinho 2 - A Aventura      | Beata               |
| 2001 | Sonhos Tropicais                      | Vânia               |
| 2003 | Apolônio Brasil, o Campeão da Alegria | Dona Neném          |
| 2008 | Casa da Mãe Joana                     | Cliente que Desiste |
| 2008 | Mais Uma História no Rio              | Laura Guerra        |
| 2009 | Intruso                               | Virna               |
| 2010 | Nosso Lar                             | Ministra Veneranda  |
| 2010 | A Casa Errada                         | Dona Andréia        |
| 2011 | Não se Preocupe, nada Vai dar certo!  | Laurita             |
| 2017 | Divórcio                              | Dirce               |

## Teatro
| Año     | Título                                            |
| ------- | ------------------------------------------------- |
| 1973    | Dzi Croquetas                                     |
| 1986    | Nostradamus                                       |
| 1987    | Carmem com Filtro                                 |
| 1988    | Blas-Fêmeas                                       |
| 1989    | Ponto Limite                                      |
| 1992    | Floresta Amazonica - Sonhos de uma Noite de Verão |
| 1994    | Pentesiléias                                      |
| 1995    | Violeta Vita                                      |
| 1996    | Nocaute                                           |
| 2000    | Rei Lear                                          |
| 2003    | Divinas - Uma Comédia Olimpicamente               |
| 2004    | Boca de Ouro                                      |
| 2010    | O Interrogatório                                  |
| 2014–17 | Palavra de Rainha                                 |
| 2016    | 33 Variações                                      |